# Рамбутан
Рамбутан (лат. Nephelium lappaceum) — плодовое тропическое дерево семейства Сапиндовые, родом из Юго-Восточной Азии, культивируется во многих странах этого региона.

## Этимология
Название «рамбутан» происходит от малайского слова рамбут, означающего «волосы», отсылка к многочисленным мелким волоскам плода вместе с суффиксом существительного «-ан». Во Вьетнаме его называют чом чом, что означает «грязные волосы».

## Ботаническое описание
Вечнозелёное дерево высотой до 25 метров с широкой раскидистой кроной. Листья парноперистые, с 2—8 овальными или яйцевидными кожистыми листочками. Цветки очень мелкие, собраны в разветвлённые соцветия на концах ветвей.
Плоды округлые или овальные, размером 3—6 см, растут гроздьями до 30 штук. По мере созревания меняют окраску с зелёной на жёлто-оранжевую, а затем ярко-красную. Покрыты плотной, но легко отделяющейся от мякоти кожурой, усыпанной жёсткими, загнутыми на концах крючком волосками тёмно- или светло-коричневого цвета, длиной до 2 см. Мякоть их студенистая, белая или слегка красноватая, ароматная, приятного кисло-сладкого вкуса, сильно напоминает сладкий зелёный виноград. Семя крупное, овальное, длиной до 3 см, коричневатого цвета.
Дерево рамбутан можно выращивать в доме как комнатное растение при температуре 18—20 °C и освещённости, подобной тропической — то есть примерно по 12 часов светлого и тёмного времени. Средняя высота деревьев составляет 4—7 метров, а максимальная 25 метров.

## Использование

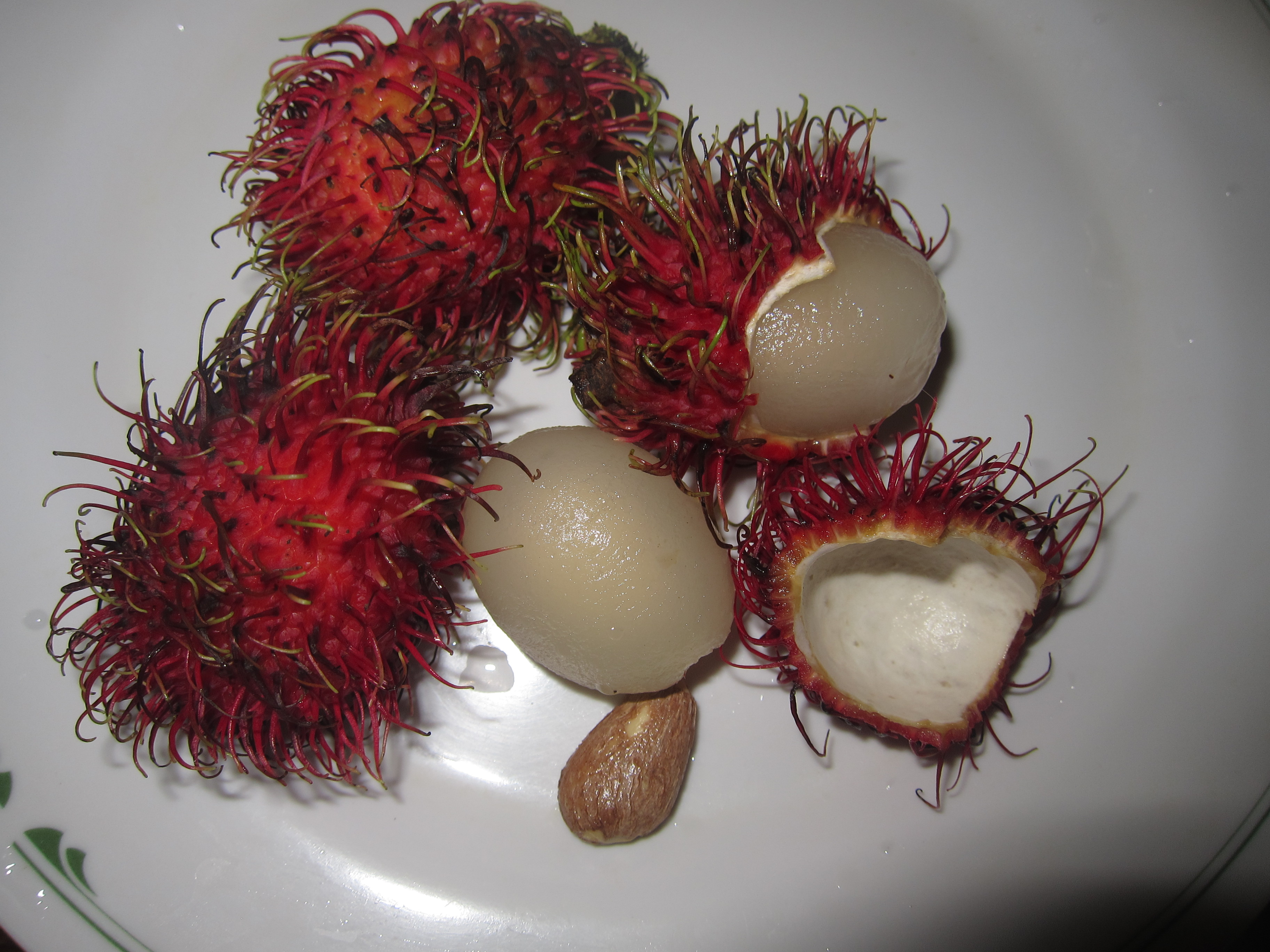
Плоды рамбутана, мякоть плодов и семя

Плоды едят в основном в свежем виде, а также консервируют с сахаром. Они содержат углеводы, белки, кальций, фосфор, железо, никотиновую кислоту и витамин C.
Семена в сыром виде ядовиты, но поджаренные можно употреблять в пищу. Корни и листья растения используются в народной медицине. Масло из семян используют в производстве мыла и свечей.

### Инфравидовые таксоны

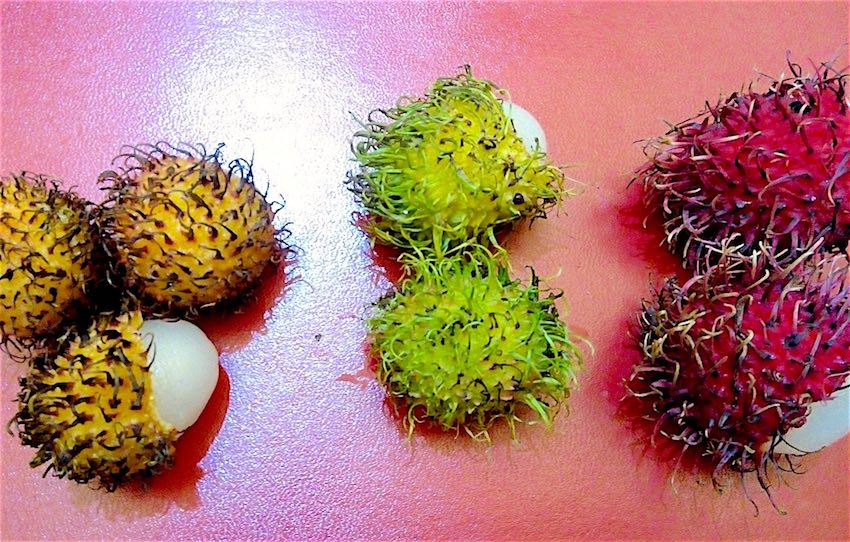
Три варианта расцветок кожуры спелых плодов рамбутана

- Nephelium lappaceum var. pallens  (Hiern) Leenh.
- Nephelium lappaceum var. xanthioides  (Radlk.) Leenh.

### Синонимы
- Dimocarpus crinitus  Lour.
- Euphoria crinita  Poir.
- Euphoria glabra  Blume
- Euphoria nephelium  Poir.
- Euphoria nephelium  DC.
- Euphoria ramb-outan  Labill.
- Nephelium glabrum  (Blume) Cambess.
- Nephelium maculatum  Radlk.
- Nephelium obovatum  Ridl.
- Nephelium pallens  Radlk.
- Nephelium rambutan  Schnizl.
- Nephelium sufferugineum  Radlk.
- Nephelium variabile  Wall. ex Voigt
- Scytalia crinita  Raeusch.
- Scytalia rimosa  Roxb.